# Тизер
Ти́зер (от англ. teaser;  дословно — «приманка», «дразнилка», «завлекалка») — рекламное сообщение, которое содержит часть информации о продукте, но при этом сам товар полностью не демонстрируется, чтобы разогреть интерес потенциального покупателя. Тизеры обычно появляются на раннем этапе продвижения товара и служат для создания интриги вокруг него. Маркетинговый приём, основанный на использовании тизеров, называется ти́зерной рекла́мой.
Для завлечения в тизерах могут применяться двусмысленные и провокационные фразы или изображения, фрагменты видеофильмов или спектаклей и др.

## История
Принято считать, что одним из наиболее ранних применений тизеров было продвижение бренда MJB Coffee. В 1906 году вдоль дорог города Сан-Франциско появились интригующие объявления с вопросом «Почему?» («Why?»).

## Технология
Тизерная рекламная кампания проходит в два или три этапа. Первый этап — это сам тизер, чаще всего вопрос, создающий интригу, способную пробудить любопытство, заинтересованность. Второй этап — раскрытие загадки посредством ответа и демонстрация самого бренда.
По периоду проведения тизерные рекламные кампании делятся на две группы:
- однодневные — загадка и раскрытие происходят почти мгновенно, например, вопрос на обложке журнала, ответ — на одной из последних страниц;
- недельные — раскрытие происходит через 2—3 недели после появления тизера.

Для обеспечения успеха тизерной рекламной кампании необходимо одновременное соблюдение трёх основных составляющих:
- срок между появлением тизера и раскрытием не должен быть слишком долгим, чтобы не успел пропасть возникший интерес;
- логика связи между тизером и рекламируемой продукцией не должна допускать возможности идентификации с другим брендом;
- яркая и креативная идея, способная заинтересовать широкий круг потребителей.

## Тизеры в кино
Тизеры могут иметь разную форму. Когда анонсируется фильм, анонс часто облекается в форму трейлера — небольшого ролика, состоящего из кратких и наиболее зрелищных фрагментов фильма. При этом комбинируется видеоряд из несвязанных фрагментов, по принципу калейдоскопа. Стандартный кинематографический тизер длится 15—30 секунд.
Очень часто кинематографические тизеры или тизеры книг появляются, когда работа над произведением ещё не закончена.
Тизеры предназначены для рекламирования будущего продукта: фильма, телевизионной программы или компьютерной игры. Тизер-трейлер, как и тизер, выходит задолго до релиза основного продукта и предназначен для создания заинтересованности в нём со стороны потенциальной аудитории путём создания интриги, загадочного сообщения, которая непосредственно не указывает на сам продукт. Этим тизер-трейлеры отличаются от трейлеров, которые непосредственно рекламируют фильм либо игру.
В большинстве случаев тизерная рекламная кампания предшествует полноценной рекламной кампании: сначала потенциальную аудиторию завлекают и заинтересовывают с помощью тизер-трейлеров, а уже потом непосредственно рекламируют продукт при помощи других стандартных средств типа кинематографических трейлеров, постеров и т. д. Целью тизер-трейлеров, как и тизеров, является не столько показать содержимое целевого продукта и явным образом разрекламировать его, как просто дать знать аудитории, что в будущем будет релиз продукта, и создать максимально возможный ажиотаж вокруг него. Часто из тизер-трейлеров вообще невозможно узнать ничего о целевом продукте. Как правило, тизер-трейлеры производятся лишь для масштабных высокобюджетных проектов.
Тизер-трейлеры, в отличие от полноценных трейлеров, относительно краткие (от 30 до 60 секунд) и, как правило, содержат либо очень мало кадров из фильма, либо вообще их не содержат. Часто бывает так, что тизер-трейлеры содержат небольшую часть кадров из полноценного трейлера, который выходит позже. Часто тизер-трейлеры делаются в то время, когда целевой продукт (фильм либо игра) находятся на ранних стадиях производства. Иногда тизер-трейлеры выходят за год-два до выхода целевого продукта. В результате тизер-трейлеры могут содержать сцены, кадры и моменты, которые будут отсутствовать в финальной версии продукта. Некоторые компании (например, Pixar для своих фильмов) снимают специальные сцены, которые предназначены исключительно для использования в тизер-трейлерах и нигде более. В последнее время всё больше внимания уделяется распространению тизер-трейлеров в Интернете.
Часто тизер-трейлеры содержат загадки, отгадав которые, можно узнать приближенную тему продукта и его дату выхода. Классическим примером является тизер-трейлер к фильму «Бэтмен» 1989 года, в котором на короткий момент был показан известный символ Бэтмена и дата выхода фильма.
Очень часто тизер-трейлеры объединяются с вирусной рекламой и особенно с играми в альтернативную реальность. Тизер-трейлеры часто содержат отсылки на ресурсы в интернете, которые также являются частью тизерной кампании и содержат дополнительные сведения о продукте. Часто все элементы тизерной кампании, включая тизер-трейлеры, являются пазлами, собрав которые, пользователь может раскрыть существенно больший объём сведений о продукте, нежели из одного элемента.
Часто тизер-трейлеры «прикладываются» к другой продукции как сопроводительный материал. К примеру, после фильма от определённой кинокомпании могут быть показаны тизер-трейлеры её следующих фильмов. Ярким примером подобных действий является тизер-трейлер фильма «Звёздные войны. Эпизод I: Скрытая угроза», который показывался только вместе с фильмом «Осада» в театрах. Сообщается, что множество людей пошли в театры только для просмотра данного тизер-трейлера, но не фильма.

## Тизерная реклама в Интернете
Тизерная реклама в Интернете — разновидность рекламного баннера, построенная по методу тизера — загадка, которая содержит часть информации о продукте, но при этом сам товар не демонстрируется.
Для завлечения в тизерах применяются двусмысленные и провокационные фразы или изображения.
Тизерная реклама широко используются в интернете для монетизации сайтов. Сайты размещают блок тизеров — небольших текстовых объявлений и картинок, баннеров, которые должны заинтриговать посетителя и стимулировать его к переходу по ссылке.
Организация рекламных кампаний производится на биржах интернет-рекламы, в частности на сайтах тизерных сетей.
Обычно тизерная реклама размещается на развлекательных и новостных сайтах, поскольку тизеры, по своей сути, отвлекают внимание.
Иногда тизерные сети используются для распространения вирусов.